# Čížov
Čížov är en ort i Tjeckien.   Den ligger i regionen Vysočina, i den centrala delen av landet, 120 km sydost om huvudstaden Prag. Čížov ligger 531 meter över havet och antalet invånare är 167.
Terrängen runt Čížov är platt. Runt Čížov är det ganska tätbefolkat, med 65 invånare per kvadratkilometer. Närmaste större samhälle är Jihlava, 4,9 km norr om Čížov. Trakten runt Čížov består till största delen av jordbruksmark.